# Acanthoctenus obauratus
Acanthoctenus obauratus är en spindelart som beskrevs av Simon 1906. Acanthoctenus obauratus ingår i släktet Acanthoctenus och familjen Ctenidae. Inga underarter finns listade i Catalogue of Life.